# Bernhard Heisig

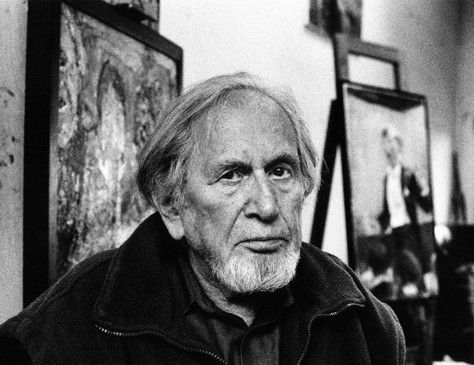
Bernhard Heisig, fotografía de Elisabeth Heinemann

Bernhard Heisig (nacido el 31 de marzo de 1925 en Breslau, Baja Silesia; † el 10 de junio de 2011 en Strodehne, Brandeburgo) fue un pintor alemán. Forma parte (junto con Hans Mayer-Foreyt, Werner Tübke y Wolfgang Mattheuer) de la Escuela de Leipzig y es considerado uno de los representantes más importantes del arte en la RDA. Con la abstracción, su pintura va más allá del realismo socialista, aunque en obras individuales o en fases creativas en las que, por ejemplo hizo pinturas históricas ( La Comuna de París), un retrato de Dimitrov y un retrato de Lenin, hablan en contra.

## Vida
Bernhard Heisig era hijo del pintor de Breslau Walter Heisig (1882-1941),  de quien también recibió su primera formación. De 1941 a 1942 asistió a la escuela de artes y oficios de Breslau. De 1942 a 1945 participó como voluntario en el 12.ª SS División Panzer de las Juventudes Hitlerianas con la cual participó en la Segunda Guerra Mundial, entró en combate y resultó gravemente herido. Participó en la batalla de las Ardenas y en la batalla por la fortaleza de Breslau, fue hecho prisionero por los soviéticos y liberado como inválido en Breslau en 1945.
Más tarde representó repetidamente en sus pinturas sus experiencias traumáticas durante la guerra. En 1947 fue expulsado de su ciudad natal, Breslau, que fue incorporada a Polonia. Se instaló en Zeitz y allí se unió al SED. Desde 1948 estudió en Leipzig, primero en la Universidad de Artes Aplicadas y después, desde 1949, en la Academia de Artes Gráficas, antes de abandonar sus estudios en 1951.
En 1951 se casó con Brunhilde Eisler, con quien tuvo dos hijos. El matrimonio terminó en divorcio en 1956. Sus hijos Johannes Heisig y Walter Eisler también son pintores y artistas gráficos. De 1951 a 1954, Heisig trabajó en Leipzig, centrándose en dibujos y litografías sobre la Revolución de 1848 y la Comuna de París, así como en ilustraciones de libros de Ludwig Renn, Johannes R. Becher, Erich Maria Remarque y otros.
En 1954, Heisig fue nombrado profesor de la Universidad de Artes Gráficas y del Libro de Leipzig, donde fue nombrado profesor y después elegido rector en 1961. De 1956 a 1959 también fue presidente de la Asociación de Artistas Visuales (VBK) del distrito de Leipzig. Pero después de sus críticas a la política cultural del SED y al gobierno de la RDA en el V Congreso de la VBK en 1964 y a los resultados del llamado "Camino de Bitterfelder Weg", fue destituido como rector, pero permaneció en la universidad como profesor y director. del departamento de artes gráficas y pintura. En 1961 conoció a Gudrun Brüne, que estudiaba pintura y más tarde se convirtió en su segunda esposa.
En 1968, Heisig abandonó su puesto docente debido al creciente dogmatismo en la escuela de arte y desde entonces volvió a trabajar de manera autónoma. Pintó principalmente grandes panoramas histórico-políticos y sociales en la tradición de Max Beckmann y Oskar Kokoschka. En 1971 fue rehabilitado por Erich Honecker. Un año más tarde, Bernhard Heisig volvió a ser presidente de la Asociación de Artistas Visuales (VBK) del distrito de Leipzig y, en 1974, vicepresidente de la Asociación de Artistas Visuales de la RDA, cargo que ocupó de 1978 a 1988. De 1978 a 1984 también fue miembro de la dirección del distrito del SED en Leipzig. En 1974, el SED le encargó un mural (“Ayer y en nuestro tiempo”) para el edificio de la sede del SED en el distrito de Leipzig, que repintó parcialmente en 2005, poco antes del inicio de su retrospectiva de Leipzig (La furia en imágenes).
En 1976 regresó a la Universidad de Leipzig, donde volvió a ser Decano. Después de ceder este puesto a su alumno y sucesor Arno Rink en 1987, continuó con sus funciones docentes. El pintor Neo Rauch fue alumno de maestría de 1986 a 1990 y asistente de Bernhard Heisig de 1993 a 1998.
En 1986, Helmut Schmidt se hizo retratar por Bernhard Heisig para la galería de retratos de antiguos cancilleres de la Cancillería Federal de Bonn. En 1989, Heisig devolvió los premios nacionales de la RDA que le habían concedido entre 1972 y 1978 en protesta contra las políticas de la dirección de la RDA  y dimitió del SED en diciembre de 1989.
Aunque en 1998 Heisig fue acusado de pertenecer a las Waffen-SS y de su papel de apoyo al Gobierno de la RDA,  el consejo asesor cultural del Bundestag alemán no le excluyó de participar en el diseño de la nueva sede parlamentaria en Berlín. 
Después de construirse una casa-estudio, Bernhard Heisig y Gudrun Brüne vivieron y trabajaron desde 1992 en Strodehne (que más tarde formó parte del municipio de Havelaue), en el distrito de Havelland de Brandeburgo.
Heisig era muy conocido por revisar y cambiar repetidamente sus pinturas.
Murió el 10 de junio de 2011 tras sufrir dos derrames cerebrales en marzo de 2011. 

## Exposiciones (selección)

### Durante su vida
- 1966: Leipzig, Érfurt y Wurzburgo
- 1973/1974: amplias exposiciones de obras en Berlín, Leipzig y Dresde.
- 1977: Participación en la Documenta 6 en Kassel
- 1989/1990: amplia retrospectiva en Berlín Occidental, Bonn y Múnich
- 2005: Exposición en Leipzig, Düsseldorf y Berlín bajo el título “Bernhard Heisig – La furia en imágenes”
- 2006: Gran exposición en la Galería Noah de Augsburgo.

### Después de su muerte
- Diciembre de 2018 a febrero de 2019: el Museo de Bellas Artes de Leipzig presenta su colección de 24 pinturas y más de 30 dibujos de Bernhard Heisig junto con préstamos [7]

## Obras
- 1969: Sin título, esgrafiado en la casa de huéspedes del Consejo de Ministros de la RDA, Leipzig
- 1983: Naturaleza muerta prusiana
- 1983: El monumento sobre la ciudad, colección de arte del Deutsche Bundesbank Frankfurt am Main
- 1984: La burla de lo irrazonable [8]
- 1986: Retrato de Helmut Schmidt
- 1998: Participación en el diseño del edificio del Bundestag.

### Ilustraciones de libros
- Johann Jacob Christoffel von Grimmelshausen : Courasche. Trutz Simplex o biografía detallada y maravillosamente extraña del gran engañador y perturbador de la tierra Courasche. Con 32 dibujos de Bernhard Heisig. Editorial Philipp Reclam Jr., Leipzig 1969.
- El tren llegó a tiempo por Heinrich Böll, con 7 litografías originales. Editorial Faber & Faber, 1998.
- Ludwig Renn: Guerra; con 24 litografías; Editorial Philipp Reclam Jr., Leipzig 1979.
- Goethe: Fausto. Primer volumen (Fausto I) con 44 dibujos. Editorial Philipp Reclam Jr., Leipzig 1982.
- Heinrich Mann: El tema . Novedoso. Con epílogo de Wilfried F. Schöller. Dibujos de Bernhard Heisig. Gremio del Libro de Gutenberg, Frankfurt a. M. / Viena 1992.
- Fausto Partes I y II de Johann Wolfgang von Goethe con 50 ilustraciones. Editorial Faber & Faber, 2002.

## Películas
- 1981: Leipzig/Harfenacker. Bernhard Heisig. Una producción de Saarland Radio/Televisión (45 minutos). Escrita y dirigida por Klaus Peter Dencker
- “El fin de la gran instrucción”, dirigida por Jens Arndt, 60 minutos, retrato cinematográfico sobre la relación padre-hijo entre Bernhard y Johannes Heisig, arte/ZDF 2000
- Bernhard Heisig, director: Reiner E. Moritz, documental 53 min., Arthaus Musik GmbH 2009 (1991), ISBN 978-3-941311-82-4